# غوردون دان
غوردون دان (بالإنجليزية: Gordon Dunn)‏ هو منافس ألعاب قوى أمريكي، ولد في 16 أبريل 1912 في بورتلاند في الولايات المتحدة، وتوفي في 26 يوليو 1964 في سان فرانسيسكو في الولايات المتحدة.

## وصلات خارجية
- غوردون دان على موقع أوليمبيديا (الإنجليزية)